# يوشي إيتو
يوشي إيتو (باليابانية: 伊藤 勇士) (9 أغسطس 1984 في نيزا في اليابان – )؛ هو لاعب كرة قدم سابق كان يلعب كمدافع.